# Шафир, Лусиано
Лусиано Лебельсон Шафир (порт. Luciano Lebelson Szafir; род. 31 декабря 1968, Сан-Паулу) — бразильский бизнесмен, актёр и модель. Наиболее известен в России по роли Зейна в телесериале «Клон».

## Биография
Лусиано Шафир родился 31 декабря 1968 года в семье Габриэля и Бетти Шафир. У него есть сестра-близнец по имени Присцилла, старшая сестра по имени Александра и младший брат по имени Саломан. Шафир имеет ливанское и еврейское происхождение.

## Карьера
В самом начале своей карьеры Шафир работал моделью. Он являлся единственным актёром Rede Record и снялся в трёх новых экранизациях.
В 2006 году он участвовал в пилотном проекте школы самбы Альянса Жоасабы в Шотландии под названием «Вкус как объятие».
Всемирная известность пришла к Лусиано после роли Зейна в телесериале «Клон», в котором мужчина исполнил одну из главных ролей.
В декабре 2020 года состоялась премьера документальной ленты «Предки Амазонии», в которой Шафир снялся вместе с Рейналдо Джанеккини.

## Личная жизнь
У Шафира есть дочь, Саша Менегель, от телеведущей Сюхи Менегель, с которой он состоял в отношениях 11 лет.
Шафир занимается боевыми искусствами и в настоящее время обладает чёрным поясом по бразильскому джиу-джитсу, которым он занимается с 1978 года.
В июле 2021 года Шафир в тяжёлой форме перенёс коронавирус.